# Ginster-Baumwanze

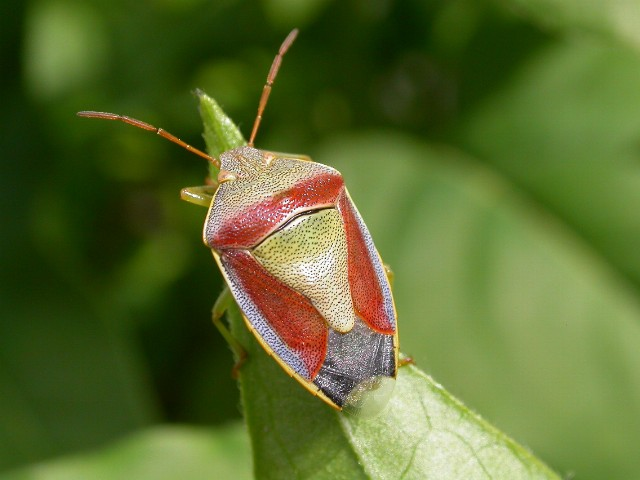
Piezodorus lituratus, Herbstform

Die Ginster-Baumwanze (Piezodorus lituratus) ist eine Wanze aus der Familie der Baumwanzen (Pentatomidae).

## Merkmale
Die Wanzen werden 10,0 bis 12,0 Millimeter lang. Die Imagines treten in zwei Farbvarianten auf. Diejenigen, die im Frühjahr auftreten sind überwiegend grün gefärbt, wohingegen die, die im Spätsommer zu finden sind, eine violett-rote Zeichnung am Pronotum und dem Corium der Hemielytren haben. Violett-rote Tiere verfärben sich nach der Überwinterung wiederum dunkelgrün, später gelbgrün. Wie auch bei vielen anderen Baumwanzen verfärben sie sich vor der Überwinterung dunkler.

## Verbreitung und Lebensraum
Die Art ist von Nordafrika und fast ganz Europa östlich bis nach Sibirien und Zentralasien verbreitet. Sie kommt in Mitteleuropa überall vor und ist lokal häufig. Besiedelt werden trockene und warme Lebensräume, besonders mit sandigem Boden. In Großbritannien und Irland ist die Art weit verbreitet und in vielen Lebensräumen zu finden.

## Lebensweise
Man findet die Tiere an verschiedenen Hülsenfrüchtlern (Fabaceae), vor allem an Besenginster (Sarothamnus scoparius) und Färber-Ginster (Genista tinctoria), aber auch an Schneckenklee (Medicago), Wicken (Vicia), Steinklee (Melilotus) Kronwicken (Coronilla), Esparsetten (Onobrychis), Lupinen (Lupinus) und anderen. Sie saugen an den reifen Früchten der Pflanzen. Die Überwinterung erfolgt als Imago, meist in trockener, lockerer  Bodenstreu unter den Nahrungspflanzen. Man hat die Wanzen bei der Überwinterung auch auf Kiefern (Pinus) gefunden. Die Paarung erfolgt von Mai bis Juli, die Weibchen legen im Frühjahr zweizeilige Gelege an den Stängeln, Blättern und Früchten der Nahrungspflanzen an, die aus 10 bis 20 Eiern bestehen. Die Nymphen treten bis in den September auf, die adulten der neuen Generation bereits ab Ende Juli oder August.

## Entwicklungsstadien
Auf den folgenden Bildern sind mehrere Entwicklungsstadien von Piezodorus lituratus zu sehen. Das erste Bild zeigt das zweireihige Gelege von Piezodorus lituratus auf einer Schote des Besenginsters. Die folgenden Bilder zeigen die verschiedenen Nymphenstadien.

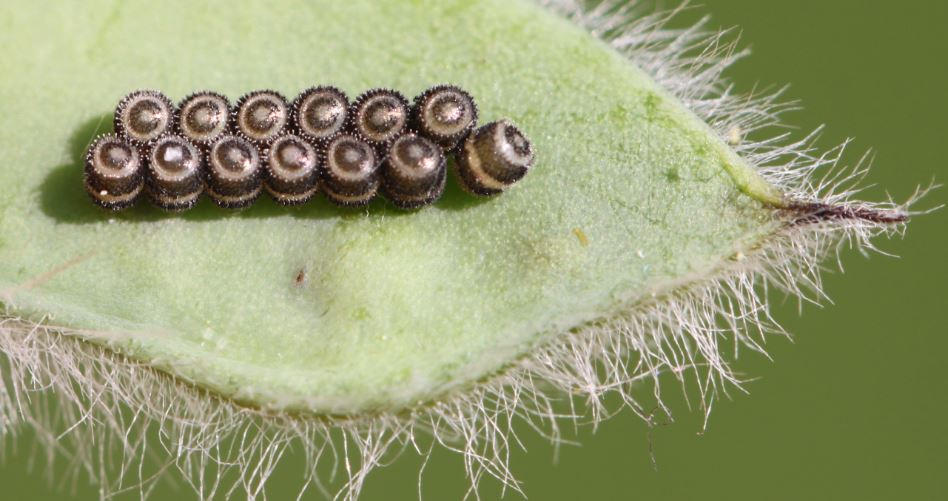
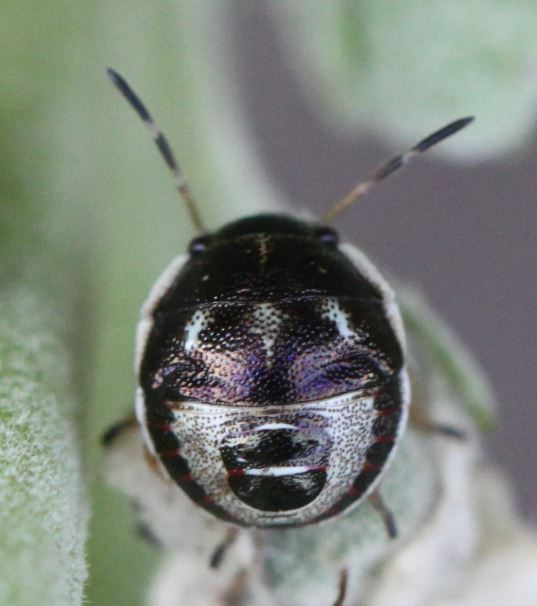
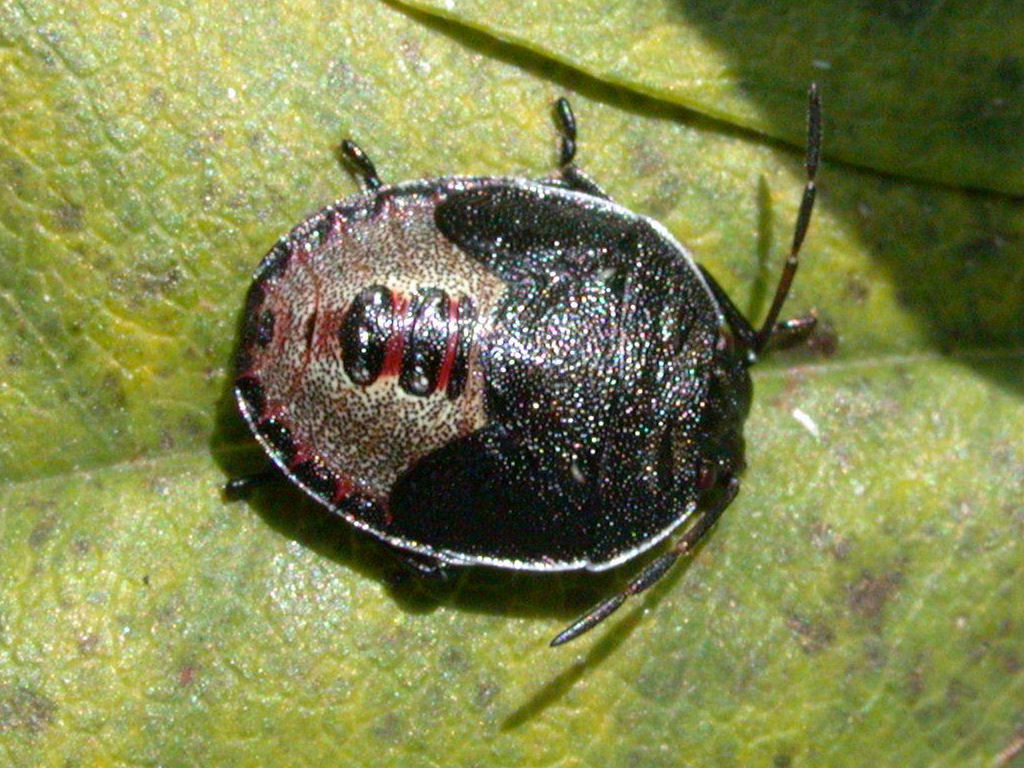
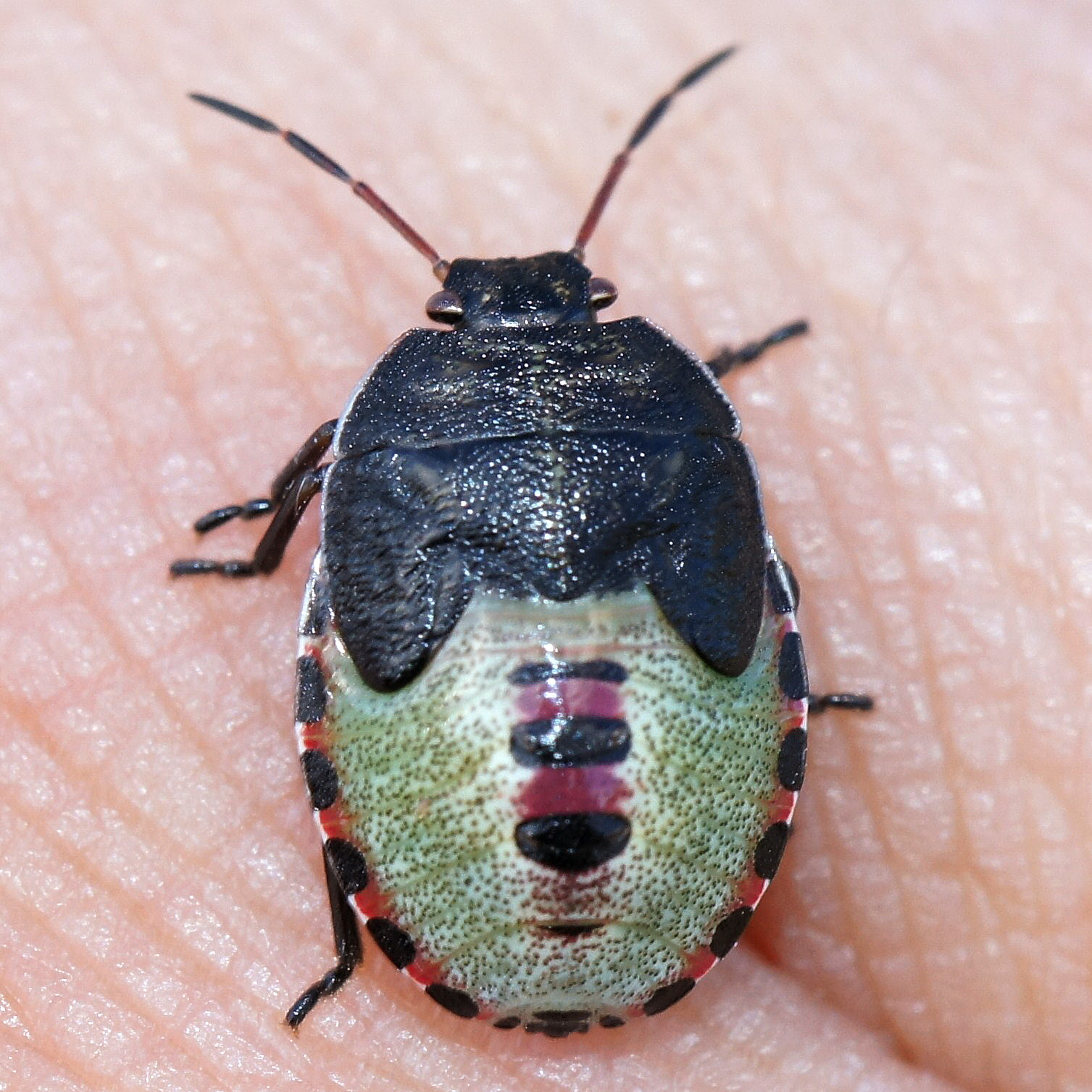
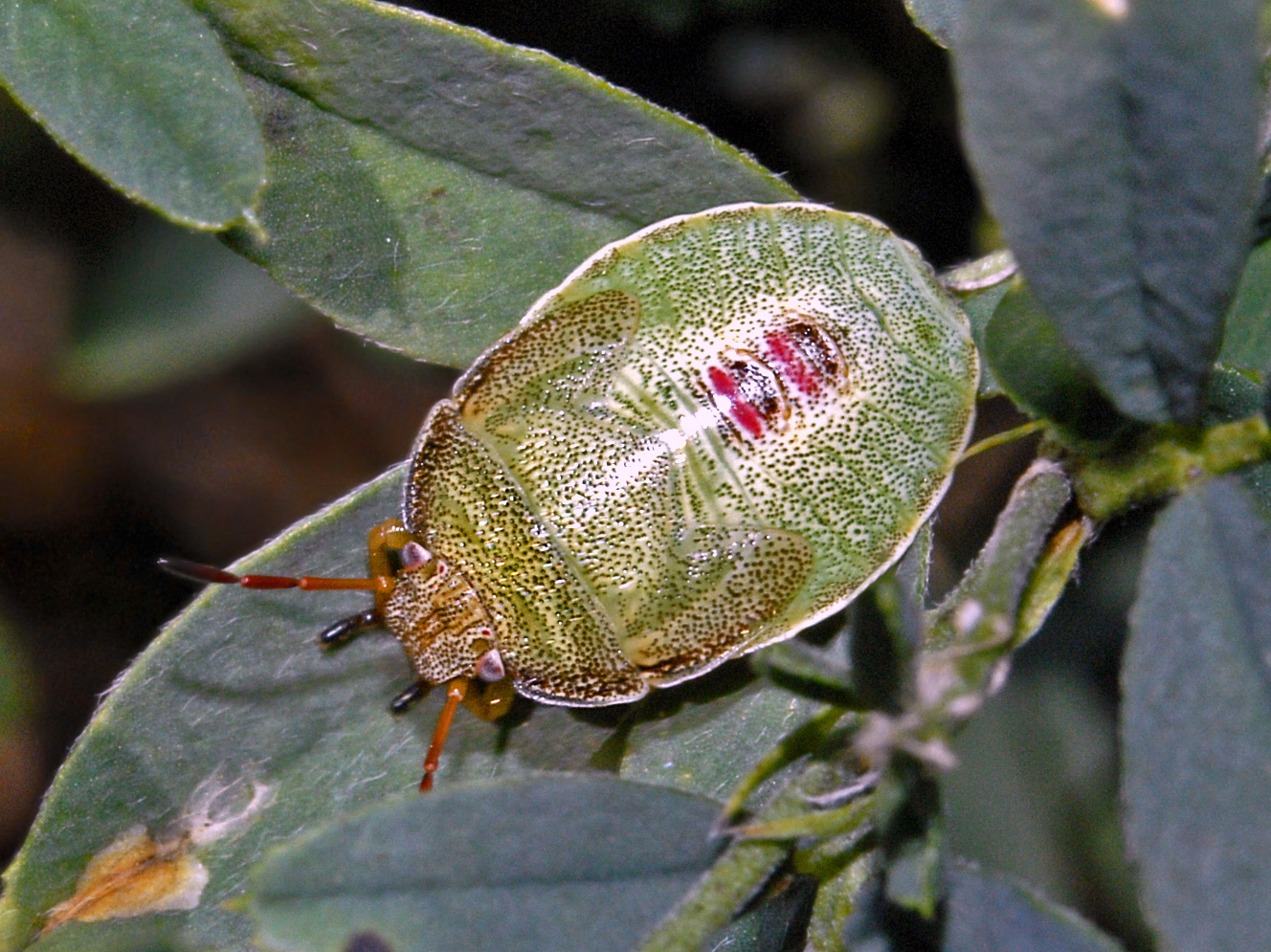

## Belege